# Бар (город, Черногория)
Бар (черног. Бар, алб. Tivari) — город в Черногории на побережье Адриатического моря. Административный центр одноимённой общины и Барской ривьеры; площадь муниципалитета составляет 67 км².

## География
Город расположен в южной части Черногории, между Адриатическим морем и Скадарским озером, на 42° 6' широты и 19° 6' долготы.
Бар имеет более 270 солнечных дней в году, что делает его одним из самых солнечных городов в Южной Европе.

## Название
Иллирийскому поселению напротив города Бари, расположенного на Апеннинском полуострове, римляне дали название Антибариум (лат. Antibarium), что значило «напротив Бари» (однако это название упоминается только с X века, а с VI века город назывался Антипаргал).
С приходом на адриатическое побережье славян первоначальное название сократилось до Бар.

## История

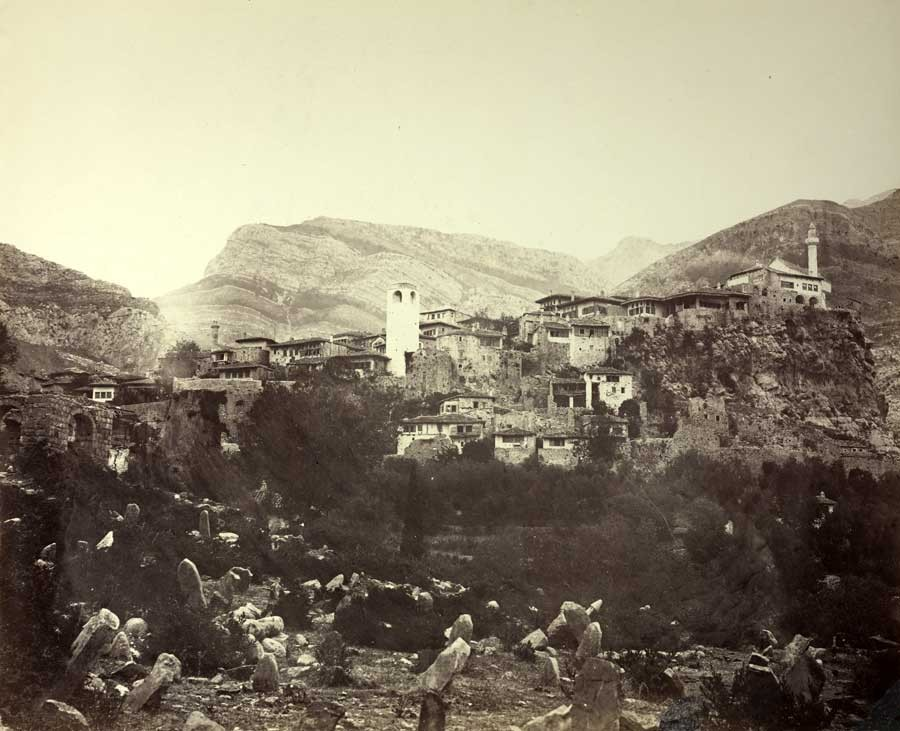
Старый Бар в 1863 году

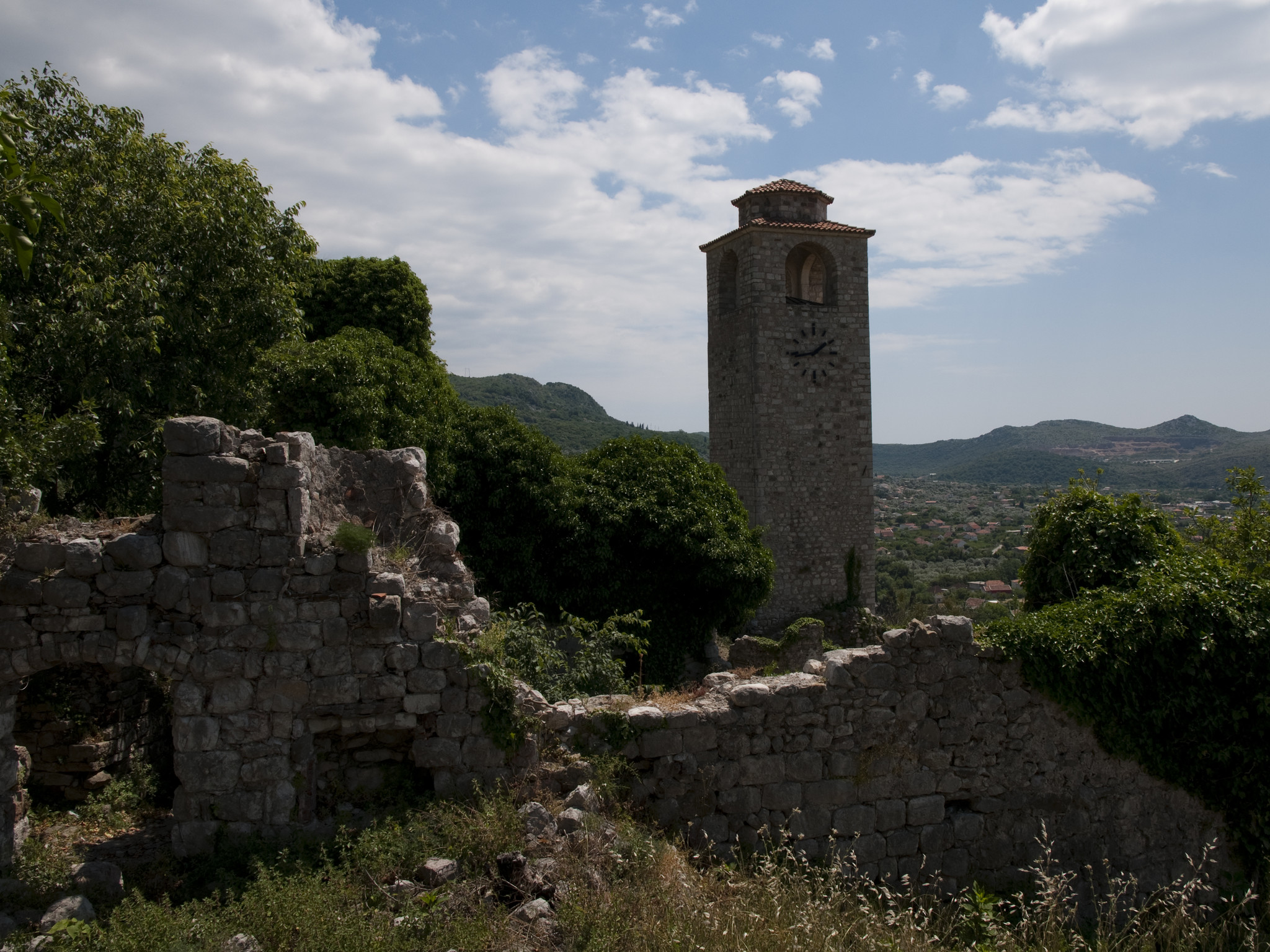
Старый Бар

Как свидетельствуют археологические находки, район современного Бара был заселён ещё в эпоху энеолита (поздний неолит — начало бронзового века).  
В IX и X веках важный оборонительный пункт Византии на Адриатике.  
Столичный город зависимого от Византии славянского княжества Дукля. После победы над византийцами в 1042 году Дукля обрела независимость. В 1077 году в кафедральном соборе святого Георгия, покровителя Бара, короновался Михайло Воиславлевич, ставший первым королём Дукли.
В 1089 году папа римский Григорий VII учредил Барское архиепископство, охватившее территорию от Сербии и Боснии до Ульциня. Архиепископ Барский имел и титул примаса Сербии. Бар, однако, отличался большой веротерпимостью: в некоторых храмах города были установлены как православный, так и католический алтари — здесь велись службы по обоим обрядам (отдельные такие церкви действуют по сей день).
После падения Дуклянского королевства в 1166 году Бар вновь отошёл к Византии, но не надолго. В 1183 году город завоёван и разрушен сербским жупаном Стефаном Неманей и вместе со всей Зетой вошёл в состав сербского государства Неманичей. XIII век стал временем расцвета средневекового Бара. В составе государства Неманичей, город получил свой устав, герб, право чеканить свои монеты, превратившись в одну из многочисленных маленьких далматинских республик, которые выбирали свои собственные законы и правителей.
В XIV веке Бар отошёл князьям Балшичам, некоторые из которых (Елена Балшич, Балша III) считали Бар своей столицей. В 1404 году Бар был снова завоёван Византией, в 1412-м вновь оказался под властью Балшичей. Затем Бар находился в руках разных феодалов (в 1421—1427 годах — Стефана Лазаревича, с 1427 года — Джурджа Бранковича, после него — герцога Стефана Вукшича).

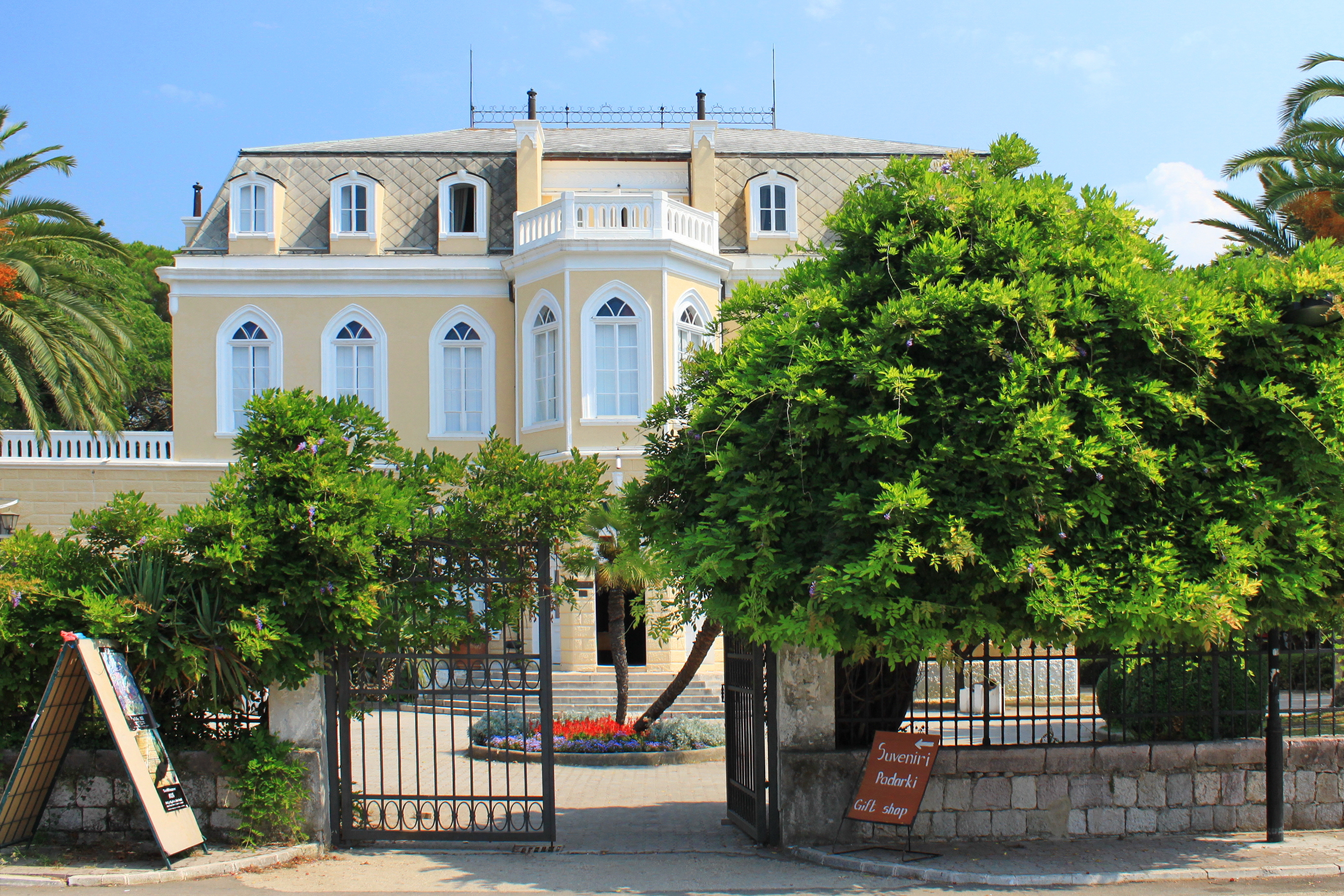
Дворец короля Николы

В 1443 году Бар отвоёван Венецией и утратил остатки суверенитета. Венецианцы называли город Антивари и включили его в состав своей провинции «Албания Венета».
С 1571 года на протяжении более трехсот лет город был оккупирован Османской империей. Турки развернули обширное строительство в Баре — были возведены мечети, бани, акведук, часовая башня. Во время османского правления, тем не менее, в городе продолжал находиться католический архиепископ, и иногда этот пост занимали выдающиеся церковные деятели (например, Андрия Змаевич и его племянник Вицко Змаевич).
В 1878 году город освободили черногорцы, но из-за взрыва на пороховых складах он был полностью разрушен, и в прибрежном районе Пристан был основан Новый Бар. 
Сан-Стефанский прелиминарный договор превратил Черногорию в юридически признанное государство, и по результатам Берлинского конгресса Бар был включён в её состав.
В 1908 году Бар соединён узкоколейной железной дорогой с городом Вирпазар на Скадарском озере. Эта железная дорога действовала до 1958 года, а в 1976-м современная железнодорожная ветка связала Бар с Белградом. В 1954 году в Баре открылся крупный порт и поныне являющийся наиболее значительным в Черногории.
В 1979 году город Бар сильно пострадал от землетрясения;.

## Население
Перепись 2023 года насчитала в Барском муниципалитете 46 171 жителей. Население собственно Бара — 15 868 жителей.
- 1948 — 897
- 1953 — 1,113
- 1961 — 2,184
- 1971 — 3,612
- 1981 — 6,742
- 1991 — 10,971
- 2003 — 13,719
- 2011 — 42,368
- 2023 — 46,171

По данным последней переписи, более 44 % жителей муниципалитета считают себя черногорцами, почти 25 % сербами, около 12 % — албанцы, свыше 6 % — мусульмане.

## Экономика
Бар (наряду с Котором) — крупнейший торговый порт в Черногории. Осуществляется (с 1906 года) регулярное паромное сообщение с итальянским городом Бари; до декабря 2016 года действовало паромное сообщение с итальянским городом Анкона. В порту Бара базируются войска береговой охраны Черногории.
В Баре развито кожевенное производство, а также традиционное производство оливкового масла (уже в 1927 году здесь действовал крупный завод по переработке оливок).
Многочисленные магазины одежды и обуви, привозимых, главным образом, из Италии и Турции.
В последние годы Бар становится и туристическим центром.

## Транспорт

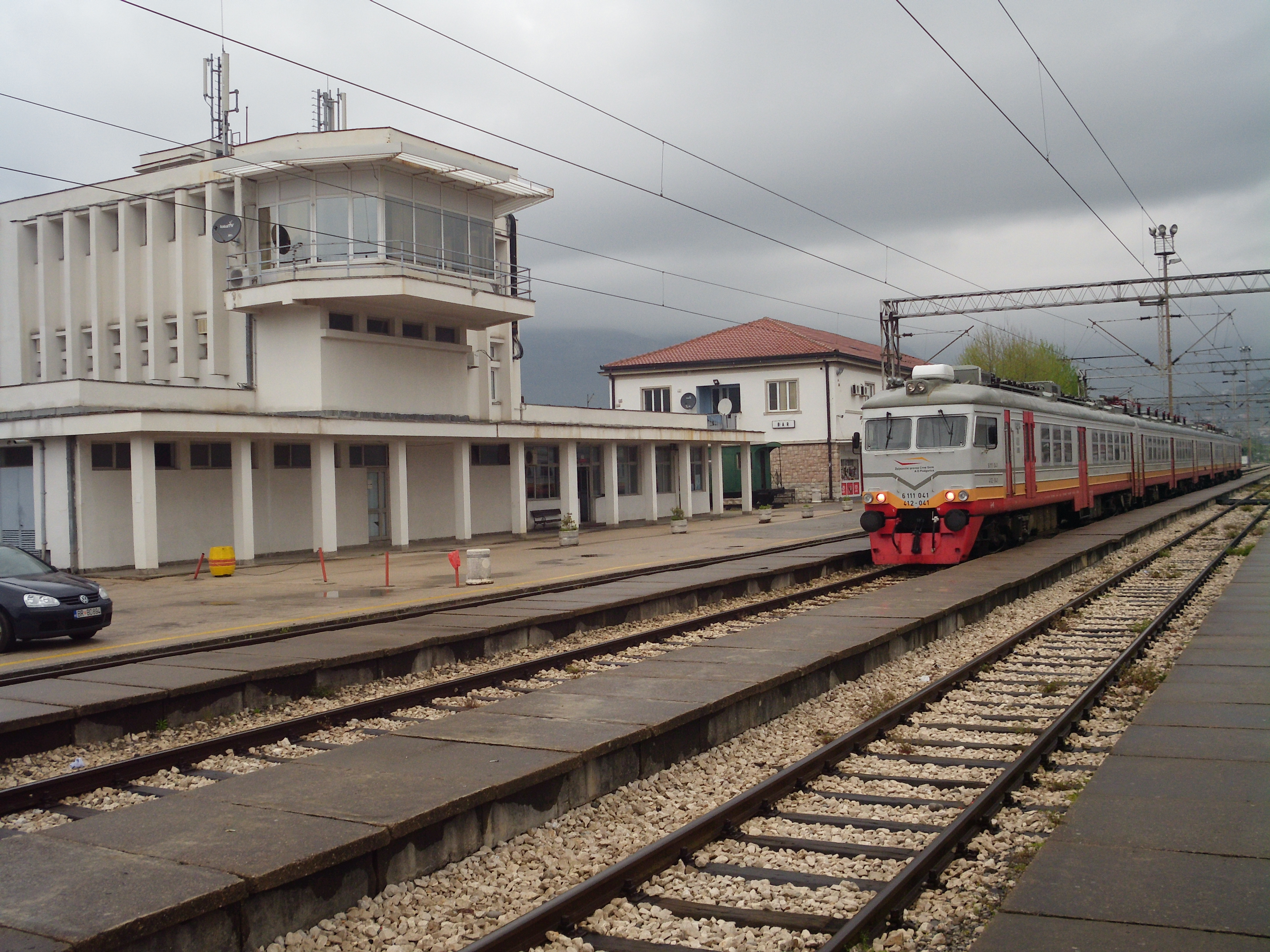
Железнодорожный вокзал

Бар соединён с остальными городами побережья Черногории двухполосной автодорогой — Адриатической магистралью (Jadranska magistrala). Через тоннель Созина можно быстро доехать до Подгорицы.
C 2015 года ведётся строительство автомагистрали Белград — Бар, которая соединит Бар и столицу Сербии Белград.
Бар связан регулярным железнодорожным сообщением с Белградом и Подгорицей. До 2013 года существовал беспересадочный вагон Москва — Бар.
Ближайшие к Бару аэропорты — в Тивате и Подгорице (единственные в стране).

## Образование и культура
В муниципалитете Бар — 7 основных школ:
- школа «Блажо Йоков Орландич» в центре города;
- «Мексика» в Челуге;
- «Югославия» в Белиши;
- «Анто Джедович» в Шушани;
- «Сербия» в Старом Баре;
- «Мркоевичи» и «Джердж Костриоти Скендерберг» в Добрых Водах.

Имеются также средняя общеобразовательная школа и гимназия.

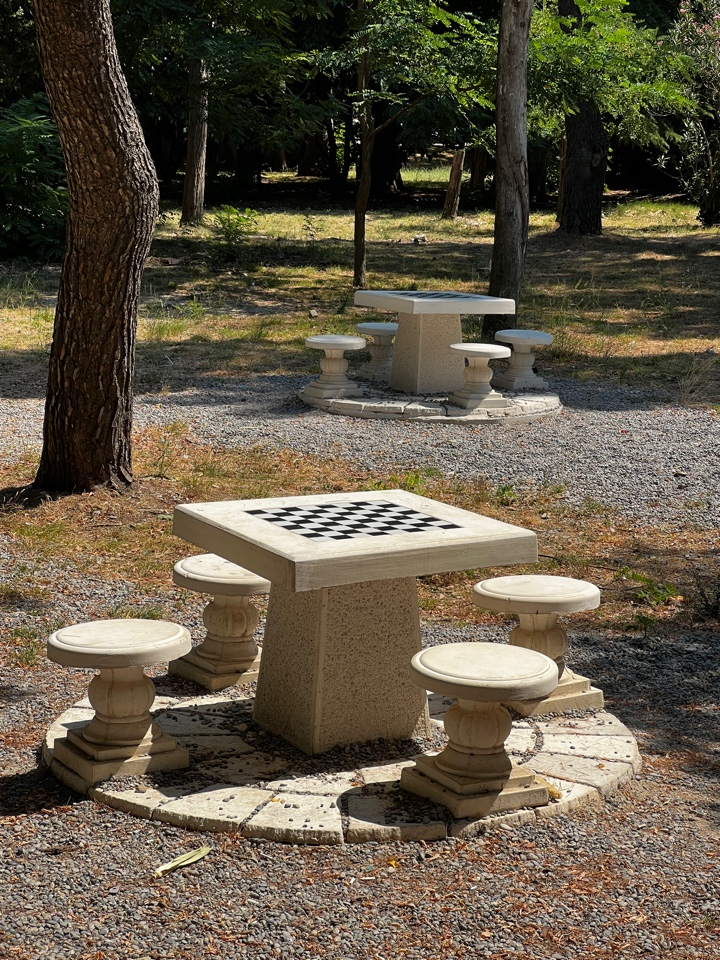
Шахматные столы в парке Бара

В Баре действуют и средние специальные учебные заведения — экономическая, туристическо-экономическая, торговая, коммерческая, ветеринарная, сельскохозяйственная школы.
В городе есть дом культуры, вмещающий театральную сцену, кинотеатр, школы балета, актёрского искусства и иностранных языков. В картинной галерее Велимира Лековича представлены работы молодых черногорских художников. Во дворце короля Николы — музей с тремя экспозициями: археологической, исторической и этнографической.

### События
- Фестиваль «Барская летопись» (книжная ярмарка, театральные спектакли и другое)
- Международный телевизионный фестиваль, проводится ежегодно в ноябре с 1995 года
- «Встречи под старой оливой» — фестиваль творчества детей; проводится в ноябре
- Маслиниада — праздник-ярмарка маслин, оливкового масла и других национальных продуктов; проходит в ноябре после сбора урожая маслин
- ежегодно (с 1998 года) в августе в Баре проводится марафон по плаванию

## Архитектура

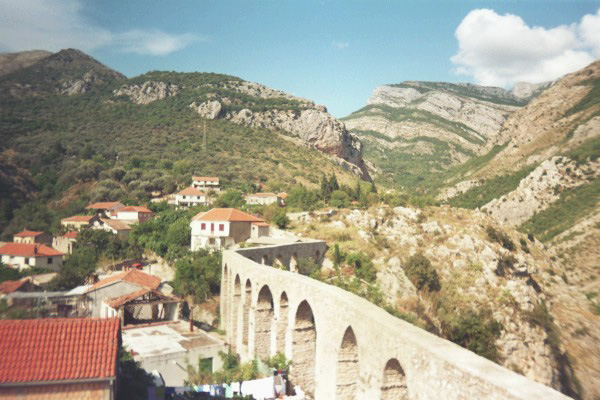
Акведук в Старом Баре

Одной из крупнейших достопримечательностей Бара является королевский дворец. Ныне помещения дворца используются под краеведческий музей и выставочные залы.
Значительная часть достопримечательностей города сосредоточена в Старом Баре, расположенном у подножия горы Румия, в 4 км от моря. Всего в Старом Баре — около 240 строений. Но так как старый город был почти полностью разрушен в 1878 году, многие из памятников дошли до нас лишь в виде развалин.
Один из старейших памятников старого города — ворота X—XI веков. Примечательны руины кафедрального собора св. Георгия XI века и двух церквей — св. Катарины и св. Венеранды, а также некоторые из памятников эпохи турецкого владычества (акведук XVI—XVII вв., часовая башня 1753 года постройки).
У юго-западной стены Старого Бара — хорошо сохранившаяся мечеть Омербашича с минаретом (1662) и гробницей Дервиш-Хачана (XVII век); рядом с мечетью — здания для размещения паломников и имамов.
Однако и Новый Бар не беден достопримечательностями; в их числе — церковь св. Николы, являющаяся резиденцией католического архиепископа; памятник освободителям Бара от османского ига (в отделке использованы фрагменты разрушенных зданий Старого Бара); фундамент церкви времён римского императора Юстиниана; церковь св. Петки в Шушани.

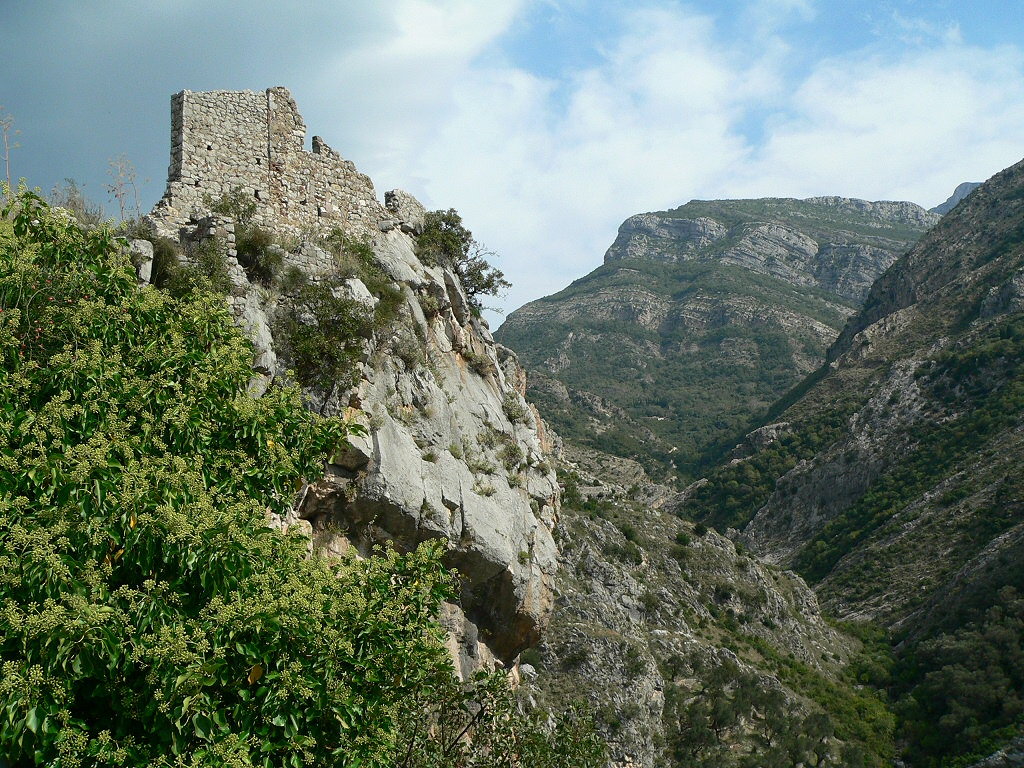
Руины городских стен Старого Бара

### Окрестности
В окрестностях Бара — ряд монастырей:
- бенедиктинский монастырь Богородицы Ратачской между Баром и Сутоморе, основанный в 1247 году и разрушенный турками в XVI веке;
- монастырь Рибняк в селе Зупцы с церковью св. Василия Захумского;
- монастыри Горни Брчели и Дольни Брчели (нижний основан в XV веке; верхний, существующий с XVIII века, служил зимней резиденцией владыке Даниле).

В селе Спич близ Сутоморе — развалины церкви св. Рока (основана в XIV веке; имела два алтаря — православный и католический); к западу от Сутоморе — церковь св. Фёклы (также имеет алтари двух конфессий). В Сотоничах — православная церковь св. Анастасии XIV века.
Недалеко от Бара, в 1 км к северо-западу от Сутоморе, на месте средневекового города Нехая, — руины крепости Хай-Нехай, основанной в XV веке венецианцами; в Нехае — церковь Св. Дмитрия с православным и католическим алтарями.

## Прочие сведения
- В XII веке в Баре в монастыре Богородицы Ратачской было создано первое известное произведение на южнославянских землях — «Летопись попа Дуклянина» (авторство произведения не установлено). В качестве её наиболее вероятного автора в историографии фигурирует Григорий, архиепископ города Бара в 1172–1196 гг.[15]
- 30 августа 1904 года с вершины горы Волуица близ Бара итальянский учёный и инженер Гульельмо Маркони передал в Бари, расположенный на противоположном берегу Адриатического моря, первый сигнал беспроводного телеграфа с первой на Балканском полуострове радиостанции.

## Города-побратимы
Бар является городом-побратимом с:
- Италия — Бари
- Китай — Шанхай
- Россия — Подольск
- Сербия — Бор